# Magna Grecia Volley
La Magna Grecia Volley è stata una società pallavolistica maschile italiana, con sede a Taranto.

## Storia
La Magna Grecia Volley nasce nella stagione 1997-98 dopo il trasferimento definitivo della società da Matera a Taranto. La neonata società conserva la denominazione “Magna Grecia” usata dalla Pallavolo Matera nella precedente stagione. La squadra lucana, dopo la promozione in Serie A2 alla fine della stagione 1994-95, non disputa nessuna partita casalinga al PalaSassi di Matera ma affronta due campionati trasferendosi temporaneamente al Palafiom di Taranto.
La prima stagione in A2 per il Taranto termina con un quinto posto, sotto la guida dell’allenatore Vincenzo Di Pinto, a pari punti con Porto Livorno e Italkero Modena. Nella prima edizione della Coppa Italia di Serie A2 la compagine viene eliminata agli ottavi di finale.
La stagione successiva finisce la regular season al nono posto: è l’anno dell’introduzione definitiva del Rally point system e dell’assegnazione dei 3 punti ad entrambe le squadre che arrivano a decidersi la vittoria al tie-break (2 punti alla vincente e 1 punto alla perdente). Nella Coppa Italia la squadra figura meglio dell’anno precedente fermandosi ai quarti di finale.
La stagione 1999-2000 è la più esaltante. Con la squadra sempre affidata al coach Vincenzo Di Pinto e con dei validi innesti, si gettano le basi per far emergere il collettivo in tutta la stagione, grazie anche alle prestazioni di pallavolisti come Slobodan Kovac e Artur Skiba. La Magna Grecia Taranto chiude la stagione vincendo il campionato e ottenendo così la promozione in Serie A1, collezionando ben ventitré vittorie. Ottima la prestazione della squadra jonica anche nella coppa, dove raggiunge la finale di Coppa Italia di Serie A2 uscendo sconfitta da Fano.
La stagione 2000-01 rappresenta il debutto nella massima serie per Taranto: alla squadra vincitrice del torneo cadetto si aggiungono tasselli importanti come il montenegrino Goran Vujevic e lo schiacciatore bulgaro Ivaylo Gavrilov, mentre come allenatore viene confermato l’autore della promozione in massima serie l’anno prima. Nonostante l’impegno della squadra e il supporto dei tifosi, non abituati ai massimi livelli, si classifica all’undicesimo posto, garantendosi la permanenza in serie A1. La partecipazione alla prima Coppa Italia di Serie A1 si conclude nella fase preliminare uscendo contro Maxicono Parma ai quarti.
Il Taranto della stagione 2001-02 vede una rosa di pallavolisti di un certo tasso tecnico: ai confermati Andrea Brogioni, Goran Vujevic, Slobodan Kovac si aggiungono atleti del calibro di Jason Haldane, forte centrale canadese, il libero Andrea Bari e lo schiacciatore Richard Schuil. La squadra termina la regular season al decimo posto con trenta punti, di cui solo dieci ottenuti nel girone di andata; proprio a causa del penultimo posto ottenuto nel girone di andata non ottiene il pass per disputare la Coppa Italia di Serie A1 riservata alle prime otto classificate a metà campionato.
L’avventura della pallavolo ai massimi livelli a Taranto termina per problemi finanziari che coinvolgono nell’aprile 2002 il socio Parnasso, subentrato l’anno precedente. La Magna Grecia Taranto viene così radiata, ma grazie al presidente Bongiovanni viene ricostituita una nuova società che riparte dalle serie inferiori, la Taranto Volley, che nel giro di tre anni riconquisterà la serie A1.